# HD167858
HD167858 — хімічно пекулярна зоря спектрального класу F0, що має видиму зоряну величину в смузі V приблизно  6,6.
Вона  розташована на відстані близько 204,1 світлових років від Сонця.

## Фізичні характеристики
Зоря HD167858 обертається 
порівняно повільно 
навколо своєї осі. Проєкція її екваторіальної швидкості на промінь зору становить  Vsin(i)= 21км/сек.
Телескоп Гіппаркос зареєстрував фотометричну змінність  даної зорі з періодом    1,31 доби в межах від  Hmin= 6,75 до  Hmax= 6,64.